# Osteria Francescana
Osteria Francescana es un restaurante italiano propiedad del chef Massimo Bottura y localizado en Módena. En 2018 fue nombrado el mejor restaurante del mundo en la lista realizada por la revista británica Restaurant.

## Historia
Luego de asistir a la escuela de leyes, Massimo Bottura abrió la Osteria Francescana en 1995. En 2016 y 2018 fue nombrado como el mejor restaurante del mundo en la lista de los 50 mejores restaurantes, publicada por la revista Restaurant, convirtiéndose en el primer establecimiento culinario italiano en ganar este galardón. También fue ubicado en la segunda posición en 2015 y en la tercera en 2013 y 2014.a
Osteria Francescana posee tres estrellas Michelin y ocupa el primer lugar en la guía de alimentos italianos l'Espresso - Ristoranti d'Italia con una puntuación de 20/20.